# Canton d'Albertville-2
Le canton d'Albertville-2 est une circonscription électorale française du département de la Savoie.

## Histoire
Un nouveau découpage territorial du département de la Savoie entre en vigueur à l'occasion des premières élections départementales de mars 2015 suivant le décret du 27 février 2014.
Les conseillers départementaux sont, à compter de ces élections, élus au scrutin majoritaire binominal mixte. Les électeurs de chaque canton élisent au Conseil départemental, nouvelle appellation du Conseil général, deux membres de sexe différent, qui se présentent en binôme de candidats. Les conseillers départementaux sont élus pour 6 ans au scrutin binominal majoritaire à deux tours, l'accès au second tour nécessitant 12,5 % des inscrits au 1er tour. En outre la totalité des conseillers départementaux est renouvelée. Ce nouveau mode de scrutin nécessite un redécoupage des cantons dont le nombre est divisé par deux avec arrondi à l'unité impaire supérieure si ce nombre n'est pas entier impair, assorti de conditions de seuils minimaux. En Savoie, le nombre de cantons passe ainsi de 37 à 19.
Le canton d'Albertville-2 est formé de communes des anciens cantons de Grésy-sur-Isère (11 communes) et d'Albertville-Sud (3 communes) et d'une fraction d'Albertville. Il est entièrement inclus dans l'arrondissement d'Albertville. Le bureau centralisateur est situé à Albertville.

## Représentation
| Période élective | Période élective | Mandat | Mandat   | Identité       | Nuance | Nuance | Qualité |
| ---------------- | ---------------- | ------ | -------- | -------------- | ------ | ------ | --- |
| 2015             | 2021             | 2015   | 2021     | Dominique Ruaz |        | PS     | Cadre du tourisme social en retraite, conseillère municipale d'Albertville                                                                                    |
| 2015             | 2021             | 2015   | 2021     | André Vairetto |        | PS     | Ancien attaché parlementaire Ancien sénateur (2012-2014) Maire de Notre-Dame-des-Millières Ancien Conseiller général du canton de Grésy-sur-Isère (1992-2015) |
| 2021             | 2028             | 2021   | en cours | Dominique Ruaz |        | PS     | Conseillère sortante |
| 2021             | 2028             | 2021   | en cours | André Vairetto |        | PS     | Conseiller sortant |

### Résultats détaillés

#### Élections de mars 2015
À l'issue du 1er tour des élections départementales de 2015, deux binômes sont en ballottage : Dominique Ruaz et André Vairetto (PS, 39,39 %) et David Berton et Fabienne Devance (FN, 26,46 %). Le taux de participation est de 50,05 % (7 822 votants sur 15 629 inscrits) contre 48,82 % au niveau départemental et 50,17 % au niveau national.
Au second tour, Dominique Ruaz et André Vairetto (PS) sont élus avec 65,49 % des suffrages exprimés et un taux de participation de 50,28 % (4 686 voix pour 7 859 votants et 15 629 inscrits).

#### Élections de juin 2021
Le premier tour des élections départementales de 2021 est marqué par un très faible taux de participation (33,26 % au niveau national). Dans le canton d'Albertville-2, ce taux de participation est de 32,41 % (5 030 votants sur 15 520 inscrits) contre 33,57 % au niveau départemental. À l'issue de ce premier tour, deux binômes sont en ballottage : Dominique Ruaz et André Vairetto (PS, 44,28 %) et Tatiana Gravenhorst et Samuel Masseboeuf (DVD, 19,41 %).
Le second tour des élections est marqué une nouvelle fois par une abstention massive équivalente au premier tour. Les taux de participation sont de 34,36 % au niveau national, 33 % dans le département et 31,65 % dans le canton d'Albertville-2. Dominique Ruaz et André Vairetto (PS) sont élus avec 68,29 % des suffrages exprimés (3 150 voix pour 4 913 votants et 15 521 inscrits),,.

## Composition
| Nom                                 | Code Insee | Intercommunalité | Superficie (km2) | Population (dernière pop. légale)               | Densité (hab./km2) | Modifier                                    |
| ----------------------------------- | ---------- | ---------------- | ---------------- | ----------------------------------------------- | ------------------ | ------------------------------------------- |
| Albertville (bureau centralisateur) | 73011      | CA Arlysère      | 17,54            | Fraction : 9 329 (2022) Commune : 19 706 (2022) | 1 123              | modifier les données · modifier les données |
| Bonvillard                          | 73048      | CA Arlysère      | 17,10            | 352 (2022)                                      | 21                 | modifier les données · modifier les données |
| Cléry                               | 73086      | CA Arlysère      | 10,90            | 374 (2022)                                      | 34                 | modifier les données · modifier les données |
| Frontenex                           | 73121      | CA Arlysère      | 1,71             | 1 917 (2022)                                    | 1 121              | modifier les données · modifier les données |
| Gilly-sur-Isère                     | 73124      | CA Arlysère      | 7,03             | 3 109 (2022)                                    | 442                | modifier les données · modifier les données |
| Grésy-sur-Isère                     | 73129      | CA Arlysère      | 9,02             | 1 197 (2022)                                    | 133                | modifier les données · modifier les données |
| Grignon                             | 73130      | CA Arlysère      | 9,29             | 2 104 (2022)                                    | 226                | modifier les données · modifier les données |
| Montailleur                         | 73162      | CA Arlysère      | 15,30            | 664 (2022)                                      | 43                 | modifier les données · modifier les données |
| Monthion                            | 73170      | CA Arlysère      | 6,36             | 520 (2022)                                      | 82                 | modifier les données · modifier les données |
| Notre-Dame-des-Millières            | 73188      | CA Arlysère      | 10,35            | 1 000 (2022)                                    | 97                 | modifier les données · modifier les données |
| Plancherine                         | 73202      | CA Arlysère      | 6,86             | 462 (2022)                                      | 67                 | modifier les données · modifier les données |
| Saint-Vital                         | 73283      | CA Arlysère      | 3,60             | 761 (2022)                                      | 211                | modifier les données · modifier les données |
| Sainte-Hélène-sur-Isère             | 73241      | CA Arlysère      | 14,43            | 1 227 (2022)                                    | 85                 | modifier les données · modifier les données |
| Tournon                             | 73297      | CA Arlysère      | 4,86             | 577 (2022)                                      | 119                | modifier les données · modifier les données |
| Verrens-Arvey                       | 73312      | CA Arlysère      | 10,82            | 958 (2022)                                      | 89                 | modifier les données · modifier les données |
| Canton d'Albertville-2              | 7304       |                  |                  | 24 551 (2022)                                   |                    | modifier les données                        |

Le canton d'Albertville-2 comprend :
1. quatorze communes,
2. la partie de la commune d'Albertville non incluse dans le canton d'Albertville-1, c'est-à-dire celle située au sud d'une ligne définie par l'axe des voies et limites suivantes : depuis la limite territoriale de la commune de Gilly-sur-Isère, avenue du Général-de-Gaulle (exclue), ligne de chemin de fer jusqu'à la gare (incluse), avenue Jean-Jaurès, pont du Mirantin, avenue du 8-Mai-1945, promenade Édouard-Herriot (incluse), ligne de chemin de fer de la Tarentaise, chemin de la Pierre-du-Roy et son prolongement jusqu'à la limite territoriale de la commune de Grignon.

## Démographie
En 2022, le canton comptait 24 551 habitants, en évolution de +2,81 % par rapport à 2016 (Savoie : +3,63 %, France hors Mayotte : +2,11 %).
| 2013   | 2018   | 2022   |
| ------ | ------ | ------ |
| 23 121 | 24 019 | 24 551 |